# Яссин, Х. Б.
Х. Б. Яссин (индон. Hans Bague Jassin, 31 июля 1917, Горонтало, Голландская Ост-Индия — 11 марта 2000, Джакарта) — индонезийский писатель и литературовед. Полное имя (индон. Hans Bague Jassin).

## Биография
Окончил начальную голландскую школы для туземцев в Горонтало (1932) и среднюю школу для туземцев в Медане, куда переехала его семья. По окончании школы в 1939 г. вернулся в Горонтало, где работал в администрации регента. Переехав в Джакарту в 1940 г. , поступил на работу редактором в издательство «Балей Пустака», где проработал до 1947 г. Во время японской оккупации написал и опубликовал несколько стихотворений и рассказов в журнале «Великая Азия», который поддерживался японцами. В 1953—1957 гг. учился в Университете Индонезия, затем два года в Йельском университете, где изучал сравнительное литературоведение. Вернувшись на родину, стал преподавать в Университете Индонезия, но в 1964 г. был уволен за подписание Манифеста культуры (17 августа 1963, содержал требование свободы творчества и культуры вне политики), запрещённого 8 мая 1964 г. Являлся также редактором журнала «Састра». В 1966 году вместе с Мохтаром Лубисом основал журнал «Хорисон», который позднее возглавил Тауфик Исмаил.
В 1965 г. после военного переворота вернулся на преподавательскую работу в университет. В 1971 году был приговорён к одному году тюремного заключения условно по обвинению в том, что опубликовал в журнале произведение автора, оскорбляющее Ислам, и отказался раскрыть его настоящее имя. В 1973 г. был восстановлен на работе в Университете Индонезия. В 1976 г. создал Литературный архив, который сам и возглавил. В 1978 г. неоднократно вызывался в суд в связи с неортодоксальным (поэтическим) переводом «Корана» на индонезийский язык. Похоронен на кладбище героев Калибата.

## Творчество
Автор рассказов реалистического направления и нескольких антологий по литературе Индонезии («Эхо родины», 1948; «Поколение-66. Проза и поэзия», 1968, и др.), а также литературоведческих книг («Современная литература Индонезии в критике и эссе» в 4-х томах, 1954—1967; "Хаирил Анвар — лидер «Поколения-45», 1956; "Амир Хамзах — поэт-лидер «Пуджанга Бару», 1962; «Коран и индонезийская литература», 1994. Один из первых исследователей творчества Хаирила Анвара и Амира Хамзаха. Известны также его переводы: «Ночной полет» Сент-Экзюпери (1949), «Макс Хавелаар» Мультатули (1972), «Коран» (1978), «Беседы» Эразма Роттердамского, 1988 и др. Крупный коллекционер книг, собиратель фольклорных произведений и древних рукописей.

## Семья
Отец Bague Mantu Jassin — сотрудник Батавской нефтяной компании, мать Habibah Jau. 5 братьев и сестёр. Был женат три раза. Первой женой была вдова Tientje van Buren, второй — Arsiti (умерла в 1962), третьей -Yuliko Willem. Четверо детей (двое от второго и двое от третьего брака).

## Награды и звания
- Медаль «Satyalencana Kebudayaan» (1969)
- Пожизненный член Джакартской академии (1970)
- Грант австралийского правительства для научной командировки в Австралию (1972).
- Переводческая премия Мартинуса Нейхофа (Голландия, 1973)
- Почётный доктор Университета Индонезия (1975)
- Награда индонезийского правительства за вклад в искусство (1983).
- Премия Рамона Магсайсая (1987)
- Премия Главного книжного фонда министерства образования и культуры (1993)
- Орден «Bintang Mahaputra Nararya» (1994)

## Мнение
Индонезийский поэт Гаджус Сиагиан называл Х. Б. Яссина «Папой индонезийской литературы», а президент Индонезии Абдуррахман Вахид — «литературным гигантом».